# Пиньиу
Пиньиу или Пинью (романш. Pigniu, до 1943 года и нем. Паникс (нем. Panix), до 1984 года Пинью/Паникс — Pigniu/Panix) — деревня и бывшая коммуна в Швейцарии, в кантоне Граубюнден, в долине Переднего Рейна у подножия перевала Паникс.
1 января 2014 года вместе с коммунами Иланц, Кастриш, Ладир, Лувен, Питаш, Рушайн, Риайн, Шнаус, Севгайн, Дувин, Руэун и Сиат вошла в состав новой коммуны Иланц-Глион.
Входит в состав региона Сурсельва (до 2015 года входила в округ Сурсельва).
Население составляет 39 человек (на 31 декабря 2006 года). Официальный код — 3613.

## Фельдмаршал А. В. Суворов в Пиньиу

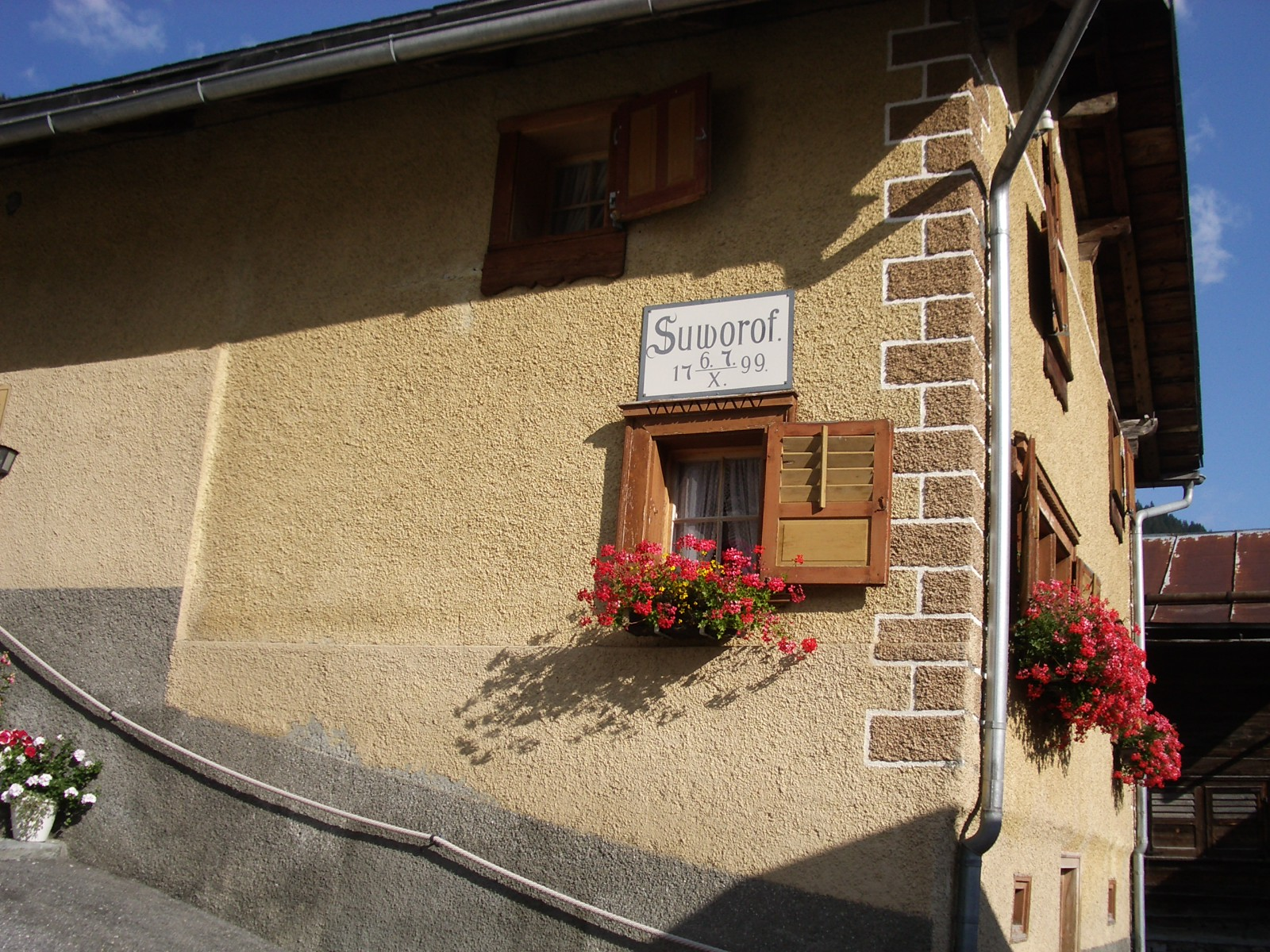
Мемориальная табличка на доме, в котором останавливался А. В. Суворов

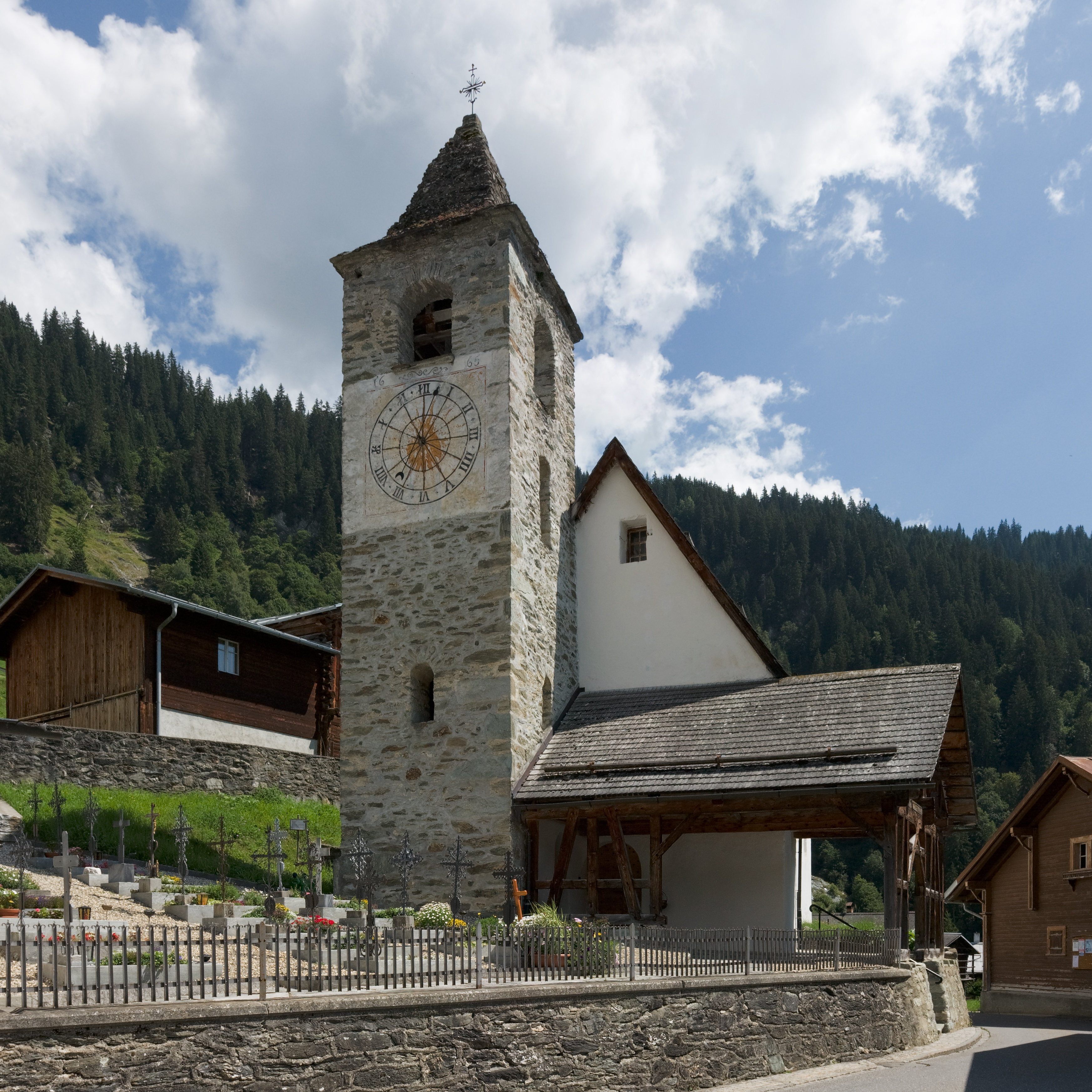
Деревенская церковь в Пиньиу

В Пиньиу имеется дом, в котором останавливался фельдмаршал А. В. Суворов во время швейцарского похода на ночёвку 25 сентября (6 октября) — 26 сентября (7 октября) 1799 года, после прохождением русскими войсками, участвовавшими в войне Второй коалиции, перевала Паникс. На доме установлена мемориальная табличка.